# كلوفر (كارولاينا الجنوبية)
كلوفر (بالإنجليزية: Clover, South Carolina)‏ هي بلدة أمريكية تقع في الولايات المتحدة في مقاطعة يورك (كارولاينا الجنوبية). يقدر عدد سكانها بـ 5,094 نسمة ومساحتها 7.3 كم2 وترتفع عن سطح البحر 258 متر.

## التركيبة السكانية
حدّد مكتب تعداد الولايات المتحدة بيانات التركيبة السكانية لكلوفر في تعداد الولايات المتحدة. في ما يلي، التركيبة السكانية حسب تعدادي 2000 و2010.

### تعداد عام 2000
بلغ عدد سكان كلوفر 4,014 نسمة بحسب تعداد عام 2000، وبلغ عدد الأسر 1,517 أسرة وعدد العائلات 1,100 عائلة مقيمة في البلدة. في حين سجلت الكثافة السكانية 339.9 نسمة لكل كيلومتر مربع (880.3/ميل2). وبلغ عدد الوحدات السكنية 1,635 وحدة بمتوسط كثافة قدره 138.4 لكل كيلومتر مربع (358.5/ميل2).
وتوزع التركيب العرقي للبلدة بنسبة 75.96% من البيض و21.03% من الأمريكيين الأفارقة و0.27% من الأمريكيين الأصليين و0.45% من الأمريكيين ذوي الأصول الآسيوية و0.07% من سكان جزر المحيط الهادئ و1.30% من الأعراق الأخرى و0.92% من عرقين مختلطين أو أكثر و1.94% من الهسبانيون أو اللاتينيون من أي عرق.
بلغ عدد الأسر 1,517 أسرة كانت نسبة 40.7% منها لديها أطفال تحت سن الثامنة عشر تعيش معهم، وبلغت نسبة الأزواج القاطنين مع بعضهم البعض 48.2% من أصل المجموع الكلي للأسر، ونسبة 19.6% من الأسر كان لديها معيلات من الإناث دون وجود شريك،  بينما كانت نسبة 4.7% من الأسر لديها معيلون من الذكور دون وجود شريكة وكانت نسبة 27.5% من غير العائلات. تألفت نسبة 24.1% من أصل جميع الأسر من عدة أفراد يعيشون في نفس المنزل ونسبة 10.9% كانت تتألف من شخص يعيش بمفرده يبلغ من العمر 65 عاماً أو أكثر. وبلغ متوسط حجم الأسرة المعيشية 2.64، أما متوسط حجم العائلات فبلغ 3.12.
بلغ العمر الوسطي للسكان 34.2 عاماً. وكانت نسبة 28.8% من القاطنين تحت سن الثامنة عشر، وكانت نسبة 7.6% بين الثامنة عشر والرابعة والعشرين عاماً، ونسبة 29.6% كانت واقعةً في الفئة العمرية ما بين الخامسة والعشرين والرابعة والأربعين عاماً، ونسبة 20.8% كانت ما بين الخامسة والأربعين والرابعة والستين، ونسبة 12.8% كانت ضمن فئة الخامسة والستين عاماً فما فوق. يوجد لكل 100 أنثى 90.2 ذكر، ويوجد لكل 100 أنثى في الثامنة عشر من عمرها فما فوق 84.7 ذكر.
بلغ متوسط دخل الأسرة في البلدة 37,335 دولارًا، أما متوسط دخل العائلة فبلغ 43,276 دولارًا. وكان متوسط دخل الذكور 33,945 دولارًا مقابل 19,840 دولارًا للإناث. وسجل دخل الفرد الخاص بالبلدة 16,774 دولارًا. وكانت نسبة 13.4% من العائلات ونسبة 15.8% من السكان تحت خط الفقر، وكان من هؤلاء نسبة 19.5% تحت سن الثامنة عشر ونسبة 13.4% في الخامسة والستين من العمر وما فوق.

### تعداد عام 2010
بلغ عدد سكان كلوفر 5,094 نسمة بحسب تعداد عام 2010، وبلغ عدد الأسر 1,918 أسرة وعدد العائلات 1,313 عائلة مقيمة في البلدة. في حين سجلت الكثافة السكانية 431.3 نسمة لكل كيلومتر مربع (1,117.1/ميل2). وبلغ عدد الوحدات السكنية 2,127 وحدة بمتوسط كثافة قدره 180.1 لكل كيلومتر مربع (466.5/ميل2).
وتوزع التركيب العرقي للبلدة بنسبة 76.50% من البيض و19.24% من الأمريكيين الأفارقة و0.45% من الأمريكيين الأصليين و0.61% من الأمريكيين ذوي الأصول الآسيوية و1.33% من الأعراق الأخرى و1.86% من عرقين مختلطين أو أكثر و4.38% من الهسبانيون أو اللاتينيون من أي عرق.
بلغ عدد الأسر 1,918 أسرة كانت نسبة 39.9% منها لديها أطفال تحت سن الثامنة عشر تعيش معهم، وبلغت نسبة الأزواج القاطنين مع بعضهم البعض 43.4% من أصل المجموع الكلي للأسر، ونسبة 19.4% من الأسر كان لديها معيلات من الإناث دون وجود شريك،  بينما كانت نسبة 5.6% من الأسر لديها معيلون من الذكور دون وجود شريكة وكانت نسبة 31.5% من غير العائلات. تألفت نسبة 26.8% من أصل جميع الأسر من عدة أفراد يعيشون في نفس المنزل ونسبة 8.4% كانت تتألف من شخص يعيش بمفرده يبلغ من العمر 65 عاماً أو أكثر. وبلغ متوسط حجم الأسرة المعيشية 2.65، أما متوسط حجم العائلات فبلغ 3.20.
بلغ العمر الوسطي للسكان 33.8 عاماً. وكانت نسبة 29.1% من القاطنين تحت سن الثامنة عشر، وكانت نسبة 8.6% بين الثامنة عشر والرابعة والعشرين عاماً، ونسبة 29.1% كانت واقعةً في الفئة العمرية ما بين الخامسة والعشرين والرابعة والأربعين عاماً، ونسبة 23.2% كانت ما بين الخامسة والأربعين والرابعة والستين، ونسبة 10.1% كانت ضمن فئة الخامسة والستين عاماً فما فوق. وتوزع التركيب الجنسي للسكان بنسبة 48% ذكور و52% إناث.

## أعلام
- لامونت هال